# Hudson Hawk, gentleman et cambrioleur
Pour les articles homonymes, voir Hudson et Hawk.
Pour plus de détails, voir Fiche technique et Distribution.
Hudson Hawk, gentleman et cambrioleur (Hudson Hawk) est un film américain réalisé par Michael Lehmann, sorti en 1991.
L'action du film s'appuie sur des effets issus des cartoons, incluant des effets sonores qui donnent au film une note surréaliste. Le scénario mélange des théories conspirationnistes, des sociétés secrètes, des mystères historiques, ainsi que des gadgets à la James Bond inspirés de films parodiques comme Notre homme Flint (1966) où jouait déjà James Coburn. Le film met en vedette Bruce Willis et Andie MacDowell dans les rôles principaux.

## Synopsis
Hudson Hawk, le plus célèbre cambrioleur du moment, a décidé de prendre sa retraite après dix ans passés derrière les barreaux. Mais quand son meilleur ami est pris en otage, il doit, pour le sortir de là, renouer avec ses anciennes activités en dérobant trois objets réalisés par Léonard de Vinci.
La chanson est un des ressorts clés du film : Hudson et Tommy synchronisent leurs actions en interprétant des chansons de la durée voulue comme ils le faisaient plus jeunes, plutôt que d'utiliser des montres. Swinging on a Star de Bing Crosby est ainsi choisie pour sa durée de cinq minutes et trente-deux secondes lors de leur infiltration au cœur d'un musée. 

## Fiche technique
- Titre : Hudson Hawk, gentleman et cambrioleur
- Titre original : Hudson Hawk
- Réalisation : Michael Lehmann
- Scénario : Steven E. de Souza et Daniel Waters
- Musique : Michael Kamen et Robert Kraft
- Photographie : Dante Spinotti
- Montage : Chris Lebenzon et Michael Tronick
- Production : Joel Silver
- Société de production : Silver Pictures
- Société de distribution : TriStar
- Pays d'origine :  États-Unis
- Langue originale : anglais
- Genre : Action, aventure et comédie
- Durée : 95 minutes
- Dates de sortie : 
  - États-Unis : 24 mai 1991
  - France : 21 août 1991

## Distribution
Source VF : Voxofilm
- Bruce Willis  (VF : Patrick Poivey ; VQ : Jean-Luc Montminy) : Eddie Hawkins, dit « Hudson Hawk »
- Danny Aiello  (VF : Jacques Richard ; VQ : Jean Fontaine) : Tommy Five-Tone
- Andie MacDowell  (VF : Rafaèle Moutier ; VQ : Claudine Chatel) : Anna Baragli
- Richard E. Grant  (VF : Jean-Pierre Leroux ; VQ : Alain Zouvi) : Darwin Mayflower
- Sandra Bernhard  (VF : Sylvie Moreau ; VQ : Marie-Andrée Corneille) : Minerva Mayflower
- James Coburn  (VF : Edmond Bernard ; VQ : Dominique Briand) : George Kaplan
- David Caruso : Kit Kat
- Lorraine Toussaint  (VF : Dominique Chauby) : Nuts Amandes
- Donald Burton  (VF : Jean-Pierre Delage ; VQ : Ronald France) : Alfred
- Andrew Bryniarski : Bounty
- Don Harvey  (VF : Jean-Philippe Puymartin) : Snickers
- Leonardo Cimino  (VF : Bernard Musson) : le cardinal
- Frank Stallone  (VF : Joël Martineau) : Cesar Mario
- Carmine Zozzora : Antony Mario
- Burtt Harris  (VF : Michel Fortin ; VQ : Hubert Fielden) : Gates
- Stefano Molinari : Leonard de Vinci

## Accueil

### Accueil critique
Le film est un échec aux yeux des critiques et du public lors de sa sortie en salles,,,,, ayant obtenu trois Razzie Awards en 1991 — pire film, pire réalisateur (Michael Lehmann) et pire scénario (Steven E. de Souza et Daniel Waters, histoire de Bruce Willis et Robert Kraft) — et trois nominations — pire acteur (Bruce Willis), pire second rôle masculin (Richard E. Grant) et pire second rôle féminin (Sandra Bernhard).

## Autour du film

### Adaptation
Le film est adapté en jeu vidéo sous le titre Hudson Hawk.

## Édition DVD
La première édition DVD du film en France contenait par erreur le doublage québécois. Il fut vite rappelé pour corriger ce défaut, et toutes les éditions suivantes contiennent le doublage français.